# Кошицький державний театр

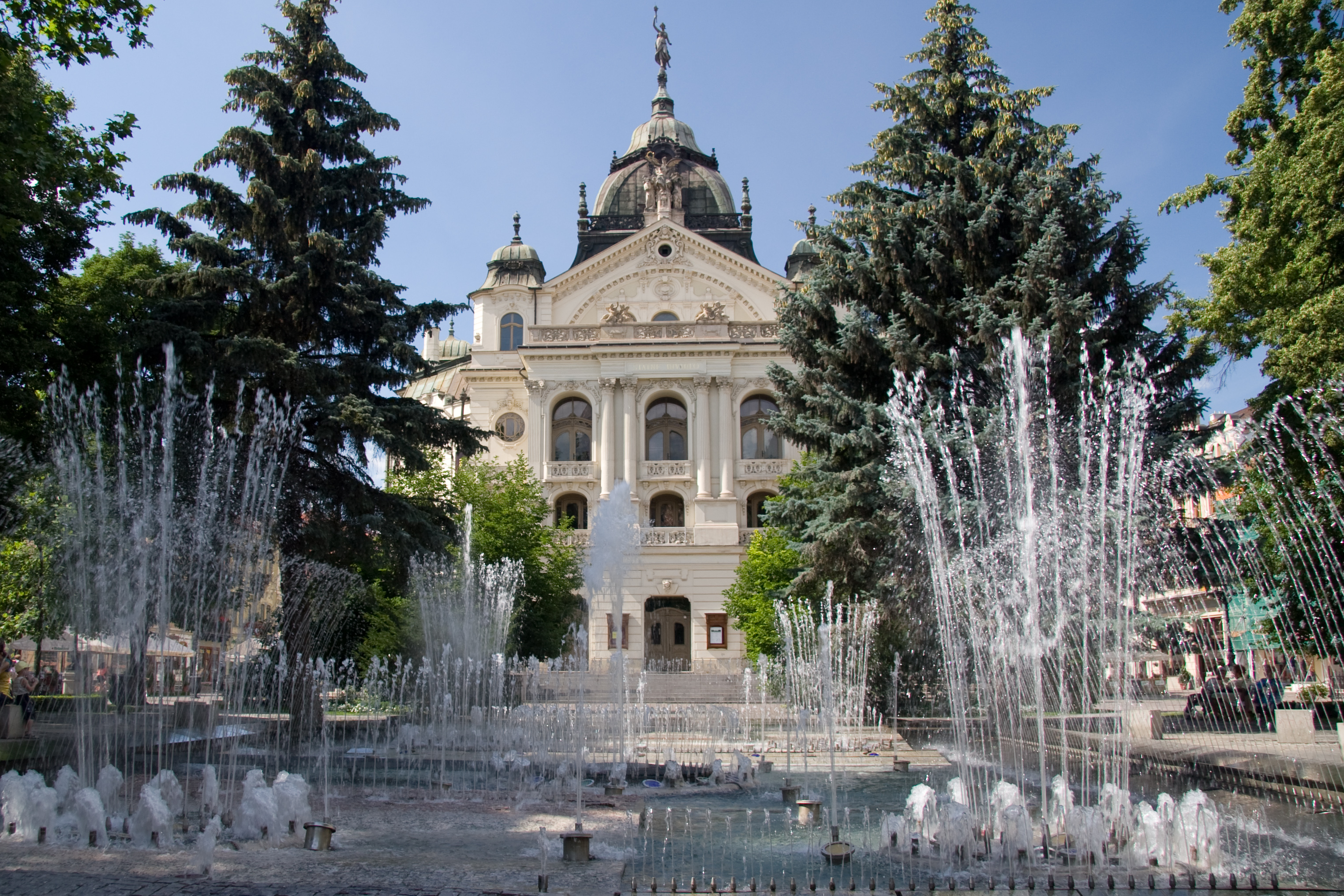
Будівля театру

Кошицький державний театр (словац. Národné divadlo Košice) — оперний театр в центрі міста Кошицях, Словаччина.
Будівля була побудована в стилі необароко за проектом Адольфа Ланга у 1879—1899 рр. на місці старої будівлі. Церемонія відкриття відбулась 28 вересня 1899 року.
Фасад театру прикрашають скульптурні зображення з театральних постановок, баню увінчує фігура Ранкової зорі з смолоскипом. Перед будівлею Кошицького театру розташований співаючий фонтан. У театрі є основна сцена та дві малих, вони розташовані в інших будівлях на вулиці Главна. В Кошицькому державному театрі показують драматичні спектаклі, комедії, балет та опери.
Інтер'єр театру прикрашений орнаментами штукатурки. Стелю будівлі прикрашають сцени з трагедій Вільяма Шекспіра «Отелло», «Ромео та Джульєтта», «Король Лір» та «Сон літньої ночі».

## Галерея

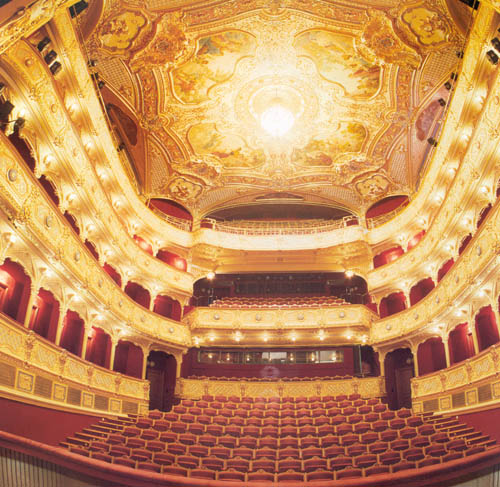
Інтер'єр театру
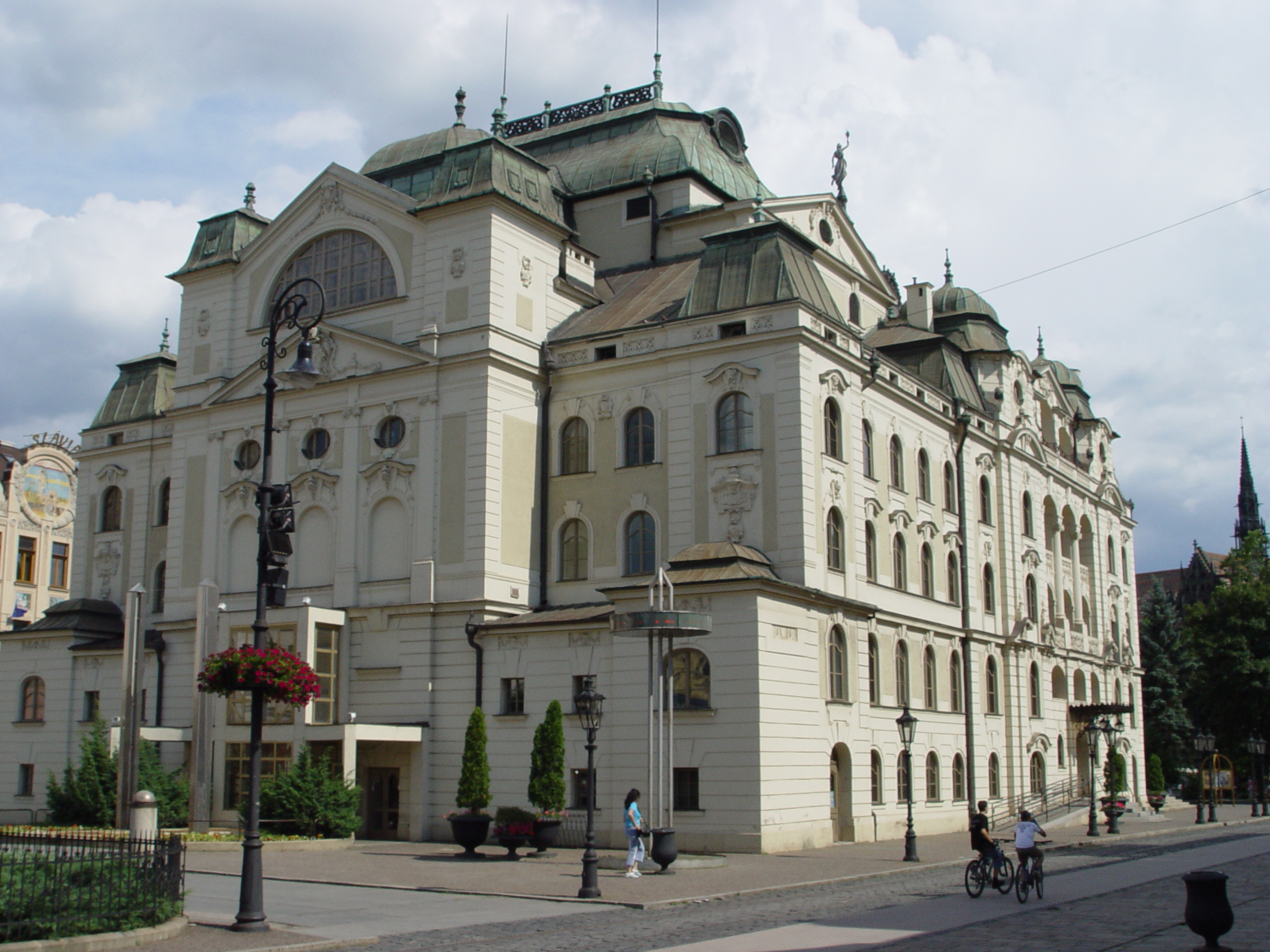
Кошицький державний театр